# Joe Calzaghe
Joseph William Calzaghe (23 de marzo de 1972, Londres, Inglaterra) más conocido como Joe Calzaghe, es un boxeador ya retirado que fue varias veces campeón del mundo de peso supermediano y semipesado.

## Biografía

### Boxeo
Se retiró en febrero de 2009 con un récord sin derrotas, siendo el cuarto europeo junto con Terry Marsh, Michael Loewe y Steven Ottke, en retirarse como campeón del mundo invicto. Después de retirarse, Ricky Hatton le describió como el mejor luchador británico de la historia. Antes de su retirada, fue nombrado por la revista The Ring en el "Top 10" como uno de los mejores boxeadores del momento.
En ocasiones se refieren a Calzaghe como el Dragón Italiano (Italian Dragon), debido a su padre que es italiano de Cerdeña y su madre es galesa.
Calzaghe es uno de los boxeadores de los últimos años que ha retenido durante más tiempo un título. El título de la WBO de los pesos supermedianos, lo mantuvo durante más de diez años.
Ha sido campeón de los cuatro organismos de boxeo más importantes del mundo de los pesos supermedianos, reinando durante un tiempo, con los tres de los cuatro títulos a la vez.
También ha sido campeón de The Ring del peso supermediano y del peso semipesado

### Vida personal
Joe fue grabado con una cámara oculta en la que mostraba como el púgil consumía cocaína.El galés pidió disculpas a través de su web en la que decía que lo sentía por haber consumido ocasionalmente la droga.

## Récord Profesional

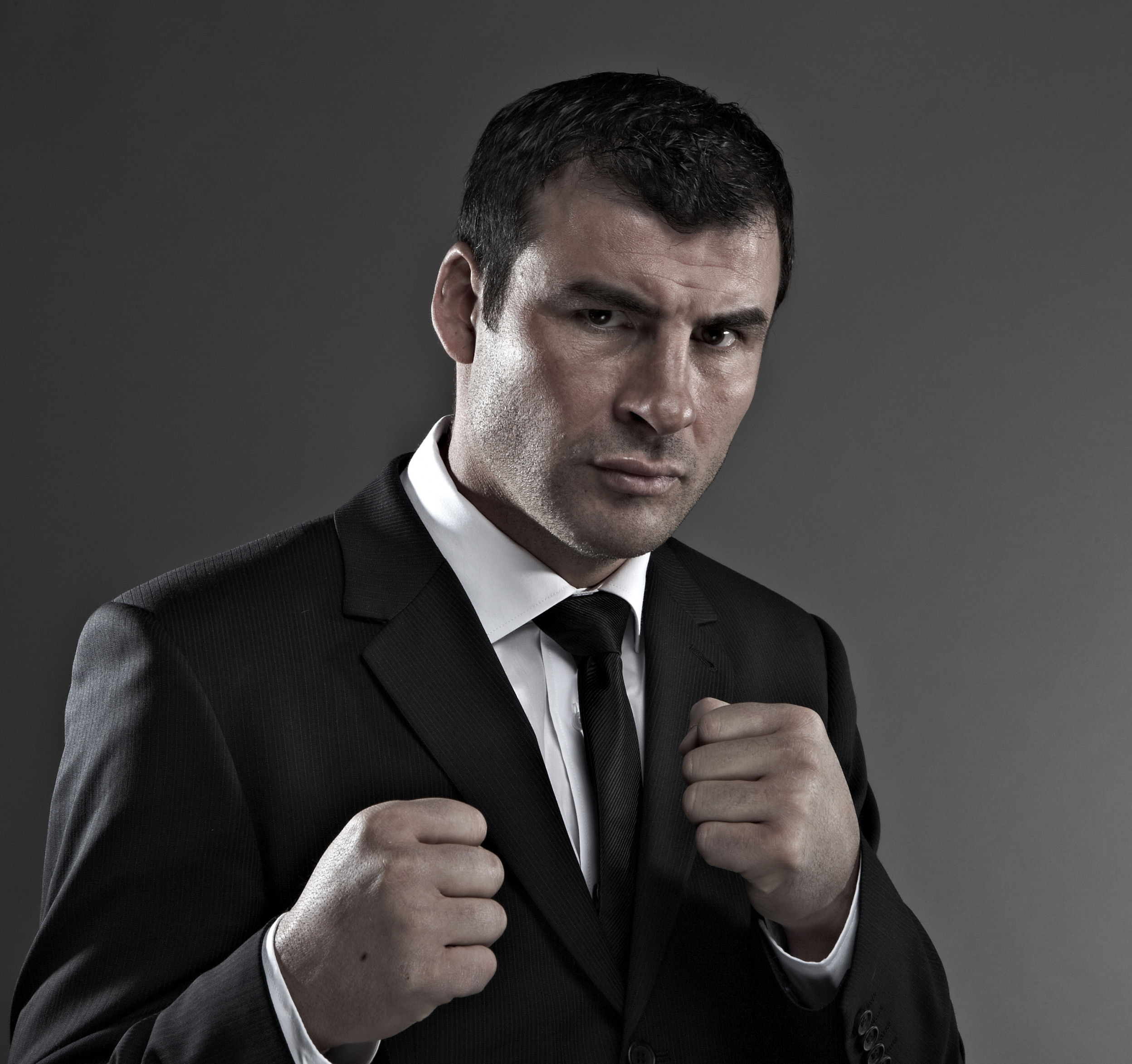
Calzaghe en 2007

| Res. | Récord | Oponente                     | Tipo     | Rondas | Fecha      | Lugar                     | Notas                                                                       |
| ---- | ------ | ---------------------------- | -------- | ------ | ---------- | ------------------------- | --------------------------------------------------------------------------- |
| G    | 46–0   | Roy Jones Jr.                | Decisión | 12     | 8-11-2008  | Nueva York, EUA           | Retiene título The Ring peso semi pesado.                                   |
| G    | 45–0   | Bernard Hopkins              | Decisión | 12     | 19-04-2008 | Las Vegas, EUA            | Gana título The Ring peso semi pesado.                                      |
| G    | 44–0   | Mikkel Kessler               | Decisión | 12     | 3-11-2007  | Cardiff, Gales            | Retiene título OMB y The Ring, gana título AMB y CMB peso super mediano.    |
| G    | 43–0   | Peter Manfredo Jr.           | TKO      | 3(12)  | 7-04-2007  | Cardiff, Gales            | Retiene título OMB y The Ring peso super mediano.                           |
| G    | 42–0   | Sakio Bika                   | Decisión | 12     | 14-10-2006 | Mánchester, Inglaterra    | Retiene título OMB, IBF y The Ring peso super mediano.                      |
| G    | 41–0   | Jeff Lacy                    | Decisión | 12     | 4-03-2006  | Mánchester, Inglaterra    | Retiene título OMB y gana título IBF y vacante The Ring peso super mediano. |
| G    | 40–0   | Evans Ashira                 | Decisión | 12     | 10-09-2005 | Cardiff, Gales            | Retiene título OMB peso super mediano.                                      |
| G    | 39–0   | Mario Veit                   | TKO      | 6(12)  | 7-05-2005  | Niedersachsen, Alemania   | Retiene título OMB peso super mediano.                                      |
| G    | 38–0   | Kabary Salem                 | Decisión | 12     | 22-10-2004 | Edinburgo, Escocia        | Retiene título OMB peso super mediano.                                      |
| G    | 37–0   | Mger Mkrtchyan               | TKO      | 7(12)  | 21-02-2004 | Cardiff, Gales            | Retiene título OMB peso super mediano.                                      |
| G    | 36–0   | Byron Mitchell               | TKO      | 2(12)  | 28-06-2003 | Cardiff, Gales            | Retiene título OMB peso super mediano.                                      |
| G    | 35–0   | Tocker Pudwill               | TKO      | 2(12)  | 14-12-2002 | Tyne and Wear, Inglaterra | Retiene título OMB peso super mediano.                                      |
| G    | 34–0   | Miguel Ángel Jiménez         | Decisión | 12     | 17-08-2002 | Cardiff, Gales            | Retiene título OMB peso super mediano.                                      |
| G    | 33–0   | Charles Brewer               | Decisión | 12     | 20-04-2002 | Cardiff, Gales            | Retiene título OMB peso super mediano.                                      |
| G    | 32–0   | Will McIntyre                | TKO      | 4(12)  | 13-10-2001 | Copenhague, Dinamarca     | Retiene título OMB peso super mediano.                                      |
| G    | 31–0   | Mario Veit                   | TKO      | 1(12)  | 28-04-2001 | Cardiff, Gales            | Retiene título OMB peso super mediano.                                      |
| G    | 30–0   | Richie Woodhall              | TKO      | 10(12) | 16-12-2000 | Yorkshire, Inglaterra     | Retiene título OMB peso super mediano.                                      |
| G    | 29–0   | Omar Sheika                  | TKO      | 5(12)  | 12-08-2000 | Londres, Inglaterra       | Retiene título OMB peso super mediano.                                      |
| G    | 28–0   | David Starie                 | Decisión | 12     | 29-01-2000 | Mánchester, Inglaterra    | Retiene título OMB peso super mediano.                                      |
| G    | 27–0   | Rick Thornberry              | Decisión | 12     | 5-06-1999  | Cardiff, Gales            | Retiene título OMB peso super mediano.                                      |
| G    | 26–0   | Robin Reid                   | Decisión | 12     | 13-02-1999 | Tyne and Wear, Inglaterra | Retiene título OMB peso super mediano.                                      |
| G    | 25–0   | Juan Carlos Giménez Ferreyra | RTD      | 9(12)  | 25-04-1998 | Cardiff, Gales            | Retiene título OMB peso super mediano.                                      |
| G    | 24–0   | Branko Sobot                 | TKO      | 3(12)  | 24-01-1998 | Cardiff, Gales            | Retiene título OMB peso super mediano.                                      |
| G    | 23–0   | Chris Eubank                 | Decisión | 12     | 11-10-1997 | Yorkshire, Inglaterra     | Gana título vacante OMB peso super mediano.                                 |
| G    | 22–0   | Luciano Torres               | TKO      | 3(10)  | 5-06-1997  | Avon, Inglaterra          |                                                                             |
| G    | 21–0   | Tyler Hughes                 | KO       | 1(10)  | 22-03-1997 | Mánchester, Inglaterra    |                                                                             |
| G    | 20–0   | Carlos Christie              | TKO      | 2(10)  | 21-01-1997 | Avon, Inglaterra          |                                                                             |
| G    | 19–0   | Pat Lawlor                   | TKO      | 2(10)  | 15-5-1996  | Cardiff, Gales            |                                                                             |
| G    | 18–0   | Warren Stowe                 | TKO      | 2(8)   | 4-5-1996   | Essex, Inglaterra         |                                                                             |
| G    | 17–0   | Mark Delaney                 | TKO      | 5(12)  | 20-04-1996 | Essex, Inglaterra         | Retiene título BBBofC British peso super mediano.                           |
| G    | 16–0   | Anthony Brooks               | TKO      | 2(10)  | 13-03-1996 | Londres, Inglaterra       |                                                                             |
| G    | 15–0   | Guy Stanford                 | TKO      | 1(10)  | 13-02-1996 | Cardiff, Gales            |                                                                             |
| G    | 14–0   | Stephen Wilson               | TKO      | 8(12)  | 28-10-1995 | Londres, Inglaterra       | Gana título vacante BBBofC British peso super mediano.                      |
| G    | 13–0   | Nick Manners                 | TKO      | 4(8)   | 30-09-1995 | Essex, Inglaterra         |                                                                             |
| G    | 12–0   | Tyrone Jackson               | TKO      | 4(8)   | 8-07-1995  | Yorkshire, Inglaterra     |                                                                             |
| G    | 11–0   | Robert Curry                 | TKO      | 1(8)   | 19-05-1995 | Londres, Inglaterra       |                                                                             |
| G    | 10–0   | Bobbie Joe Edwards           | Decisión | 8      | 22-02-1995 | Shropshire, Inglaterra    |                                                                             |
| G    | 9–0    | Frank Minton                 | KO       | 1(8)   | 14-02-1995 | Londres, Inglaterra       |                                                                             |
| G    | 8–0    | Trevor Ambrose               | TKO      | 2(8)   | 30-11-1994 | West Midlands, Inglaterra |                                                                             |
| G    | 7–0    | Mark Lee Dawson              | TKO      | 1(8)   | 1-10-1994  | Cardiff, Gales            |                                                                             |
| G    | 6–0    | Karl Barwise                 | TKO      | 1(6)   | 4-06-1994  | Cardiff, Gales            |                                                                             |
| G    | 5–0    | Darren Littlewood            | TKO      | 1(6)   | 1-03-1994  | West Midlands, Inglaterra |                                                                             |
| G    | 4–0    | Martin Rosamond              | TKO      | 1(6)   | 22-01-1994 | Cardiff, Gales            |                                                                             |
| G    | 3–0    | Spencer Alton                | TKO      | 2(4)   | 16-12-1993 | Newport, Gales            |                                                                             |
| G    | 2–0    | Paul Mason                   | TKO      | 1(4)   | 10-11-1993 | Watford, Inglaterra       |                                                                             |
| G    | 1–0    | Paul Hanlon                  | TKO      | 1(4)   | 1-10-1993  | Cardiff, Gales            |                                                                             |